# Cedar Lake (Cedar River)
Der Cedar Lake ist ein See im Kenora District im Westen der kanadischen Provinz Ontario.

## Lage
Der Cedar Lake befindet sich 37 km nordnordöstlich von Vermilion Bay. Er hat eine Fläche von 26 km² und liegt auf einer Höhe von 357 m. Der See wird vom Cedar River nach Norden zum Perrault Lake entwässert. Der Ontario Highway 105 (Vermilion Bay–Red Lake) verläuft entlang dem westlichen Seeufer.

## Seefauna
Der Cedar Lake ist ein beliebtes Angelgewässer. Im See werden folgende Fischarten gefangen: Muskellunge, Hecht, Schwarzbarsch, Glasaugenbarsch, Amerikanischer Flussbarsch, Crappie,  der Saugkarpfen Moxostoma carinatum und Heringsmaräne.